# Dalmatinska lantdagen

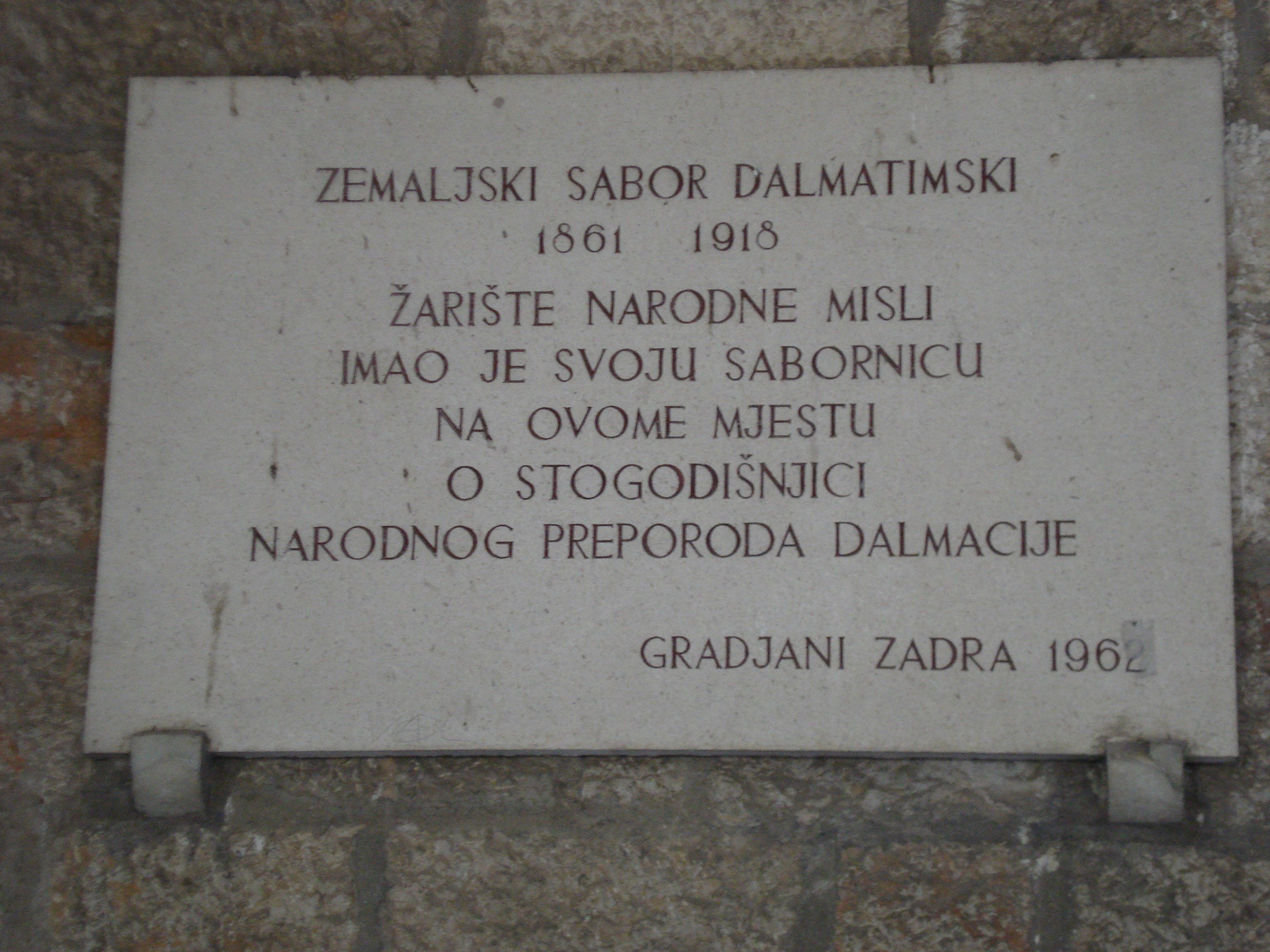
Minnestavla över det dalmatiska parlamentet i Zadar

Dalmatinska lantdagen (kroatiska: Dalmatinski sabor, italienska: Dieta della Dalmazia, tyska: Dalmatinischer Landtag) var en lantdag och regional församling i kungariket Dalmatien som var en administrativ enhet i kejsardömet Österrike och sedermera i Österrike-Ungern. Lantdagen grundades 1861 i Zara (dagens Zadar i Dalmatien i Kroatien) och upplöstes formellt i början av 1900-talet. Lantdagen valde bland annat representanter till Riksrådet (Reichsrat) i Wien och fattade även andra lokala beslut rörande kungariket Dalmatien.

## Politik
Den dalmatiska lantdagen kom till en början att domineras av representanter från Autonomisternas parti. Partiets representanter kom för det mesta från den dominerande italienska minoriteten. De autonoma ansågs vara proitalienska och förespråkade italienska som administrativt språk i Dalmatien. I opposition stod Folkpartiet vars representanter i de flesta fall var etniska kroater. Dessa förespråkade istället att kroatiska skulle införas som administrativt språk. Dessutom ville de att kungariket Dalmatien administrativt skulle förenas med kungariket Kroatien och Slavonien inom Österrike-Ungern. I valet 1870 lyckades folkpartisterna få flest röster och 1883 infördes kroatiska som officiellt språk i parlamentet. Folkpartisternas mål att förena Dalmatien, Kroatien och Slavonien skulle inte uppfyllas förrän Österrike-Ungerns upplösning 1918 och grundandet av Sloveners, kroaters och serbers stat.